# First Kiss Monogatari
First Kiss Monogatari (ファーストKiss☆物語?), anche noto come First Kiss Story in occidente, è una visual novel sviluppata dalla HuneX. Originariamente pubblicata per PC-FX il 24 aprile 1998, è stato l'ultimo titolo per quel sistema. In seguito è stato convertito per PlayStation il 26 novembre dello stesso anno. La versione per PlayStation ha contenuti aggiuntivi rispetto alla versione per PC-FX ed è su due CD e non su uno. Il videogioco è stato seguito da un OVA, che rappresenta un sequel della storia, e da un secondo videogioco, First Kiss Monogatari 2.

## Personaggi
- Kana Orikura
- Manami Orikura
- Yayoi Orikura
- Yukiko Sugisaki
- Ayaka Nanase
- Hiyori Sougetsu
- Mai Fujisawa
- Yuu Fujisawa
- Kyoko Morimura
- Miho Kasugano
- Misato Tachibana
- Kasumi
- Ayano Tachibana
- Tetsuya Sasaki
- Hirosi Kousaka

## Adattamento
Un singolo episodio OVA è stato pubblicato il 14 febbraio 2000 e rappresenta un seguito della storia del videogioco.